# Lugi Gizenga
Pour les articles homonymes, voir Gizenga.
Lugi Gizenga est un homme politique congolais, membre du Parti lumumbiste unifié (PALU), né le 21 septembre 1965 à Kinshasa et mort le 2 juin 2020 dans la même ville.
Fiscaliste de formation, il a été conseiller chargé des investissements et partenariats auprès de Martin Kabwelulu, ministre des Mines de RDC jusqu'en octobre 2015. Le 24 octobre 2015, Lugi Gizenga est nommé au poste de secrétaire permanent et porte-parole du Parti lumumbiste unifié, PALU, afin de recréer la cohésion interne et externe du parti. Le 17 janvier 2016, il s'exprime pour la première fois en tant que secrétaire permanent du PALU devant plus de 10 000 militants à la FIKIN, lors de la célébration de l’assassinat du héros de l'indépendance congolaise, Patrice Emery Lumumba.

## Biographie

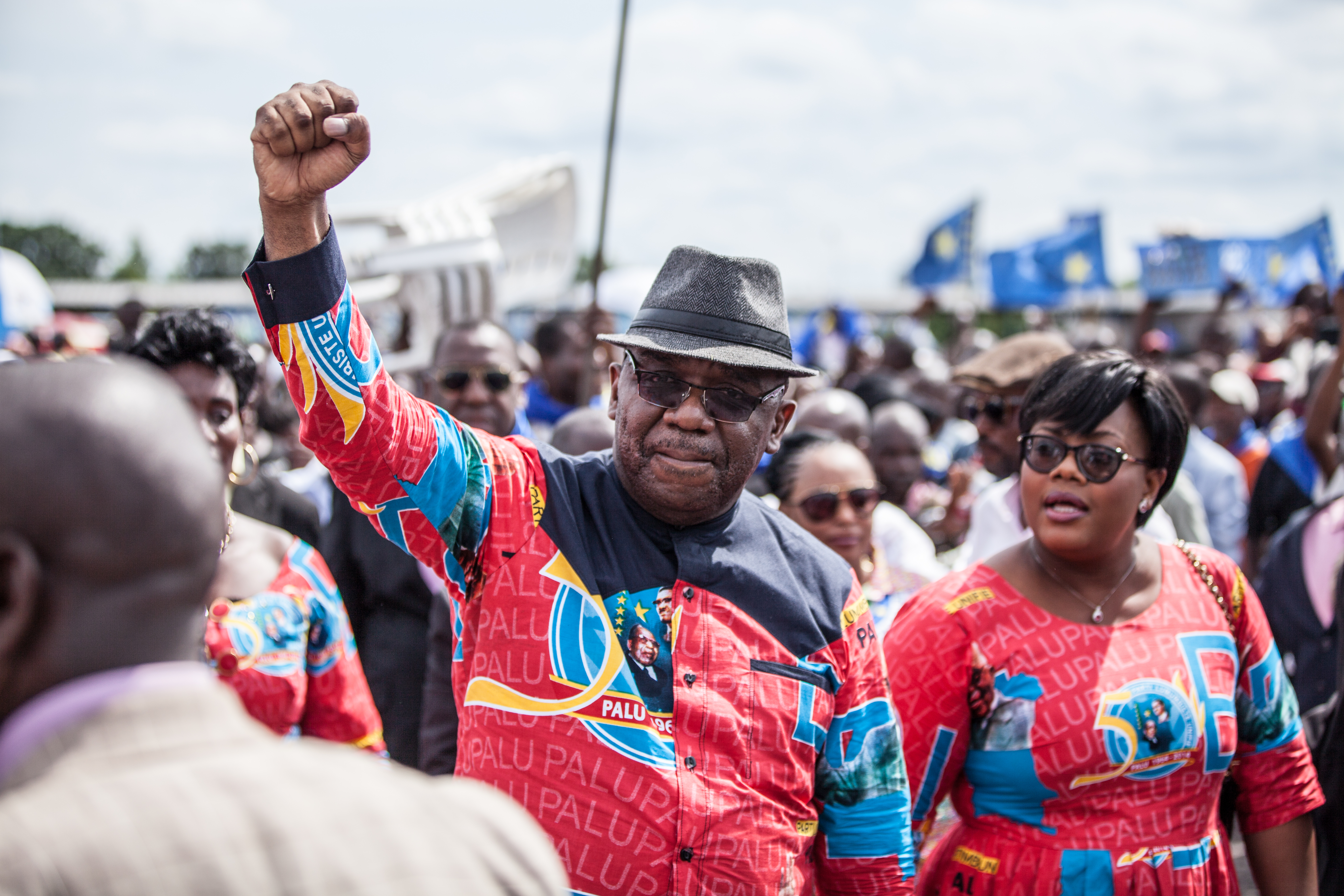
Lugi Gizenga le 17 janvier 2016 à la FIKIN - PALU.

### Formation
Après avoir commencé ses études primaires à Moscou, Lugi Gizenga effectue ses études secondaires en France et finit par décrocher son BAC ES au Lycée Cheminade (ex Drapeau rouge) de Brazzaville. De retour d’exil, il décroche une licence en fiscalité à l’Institut supérieur d’études sociales de Kinshasa. 

### Carrière professionnelle
Lugi Gizenga est contrôleur des finances publiques au ministère des Finances de la RDC, en 2009, il rejoint le cabinet du ministre des Mines Martin Kabwelulu en tant que conseiller chargé des investissements et partenariats jusqu’à sa nomination à la tête du Parti lumumbiste unifié le 24 octobre 2015.

### Carrière politique
Lugi Gizenga milite au sein du PALU dès 1985 à Brazzaville. De retour en RDC, il gravit toutes les étapes au sein du parti. Il est d'abord chef de cellule, attaché au Bureau, puis Secrétaire national adjoint à la formation des cadres et éducation politique, ensuite Conseiller général pour la ville Province du Kinshasa, et enfin Membre du collège et conseiller général au PALU.
À la suite d'une grave crise de leadership au sein du parti, dans le but de recréer la cohésion interne et externe de celui-ci, Lugi Gizenga est nommé au poste de secrétaire permanent et porte-parole du Parti lumumbiste unifié le 24 octobre 2015. Lugi Gizenga prône la coalition du bloc lumumbiste.

### Mort
Lugi Gizenga meurt le 2 juin 2020 à Kinshasa,,.

### Vie privée
Lugi Gizenga est marié à Marie Ntumba Gizenga et père de trois enfants. Et est le frère de Dorothée Gizenga.

## Controverse
Une histoire populaire à Kinshasa raconte que Lugi Gizenga n'est pas le fils d'Antoine Gizenga. Cette fausse controverse est due au fait que le révolutionnaire Antoine Gizenga à la suite de la Rébellion Simba, choisit de préserver sa famille du régime dictatorial de Joseph Mobutu et décide de dissimuler auprès des autorités l'existence de ses enfants biologiques.